# ユリエル・ワインライク
ウリエル・ヴァインライヒ（Uriel Weinreich, 1926年月日 ヴィルナ - 1967年月日）は、リトアニア出身のアメリカの言語学者・イディッシュ語学者。ユリエル・ワインライクとも。
主に「言語接触」と「二言語併用（* *）」に関する理論的研究で開拓者的業績をあげた。
彼の研究対象は、主にイディッシュ語研究、言語干渉の研究、スラヴ語研究の3分野にまとめられるというが、それぞれ、自分自身の言語生活の観察から出発し、理論化に向かっているという。
優れたイディッシュ語学、社会言語学、方言学の研究を打ち立て、また意味論 (semantics) の容認度を増大させた。最も影響力の強いイディッシュ＝英語辞典を編集した。
そのどれもがそれぞれの分野に多大な貢献をしているにもかかわらず、40歳で生涯を終えたため、理論的に大成する機会が失われてしまった。
父親はクールラント出身で、東ヨーロッパでは著名なイディッシュ語学者であったマックス・ヴァインライヒ（Max Weinreich）。
1925年、ヴィルナのYIVOユダヤ調査研究所 YIVO Institute for Jewish Research （元の名前はイディッシュ科学研究所 Yiddish Scientific Institute, yidišer visnšaftlikher institut （ドイツ語 Jiddischer(Jüdischer) Wissenschaftlicher Institut） （略称 YIVO））設立の参加者の一人である。
14歳の時に父親と共にアメリカに渡り、アメリカに永住。

## イディッシュ語学
最初は父親の影響もあって、母語でもあるイディッシュ語の研究を行っていた。1943年、17歳で論文「アイジク・メイエル・ディクス Ayzik-Meyer Diks の文献における言語」をイディッシュ語で雑誌「イディシェ Yidishe」に発表しており、生涯イディッシュ語の共時的、または通時的研究を続けた。

## スイス方言学と言語接触・多言語併用
コロンビア大学では、彼自身の個人的問題でもあった二言語併用の現象に早くから関心をもち、のちスイスに留学し、スイス方言学の第一人者であった、やはりユダヤ系のヤーコプ・ユート（Jakob Jud）に学んだ。この言語接触と多言語併用というテーマで1949年に修士論文を執筆、1951年コロンビア大学に提出したが、やはりその後も生涯、言語干渉研究の理論化を試みた。
特にアンドレ・マルティネの指導を受けた博士論文「二言語併用研究の諸問題 ― 特にスイスの場合」（1953年）は、言語接触の擦に生じる干渉の例を、音声・形態・統語・語彙の面での理論的解析だけでなく、二言語併用者の心理面・社会文化的側面にも研究の対象を広げて高い評価を受け、公刊版の"Languages in Contact"は広く読まれることになった。

彼は、「二言語併用研究の諸問題」を刊行した1953年以来、1960年まで言語学雑誌"Word"の、また1956年から1961年までは"Modern Language Association of America"の編集委員として活躍。
スイスの言語事情の詳しい観察とスイス方言学からの影書を受け、特定地域の個別的現象の記述を行なう伝統的な方言学の土壌に、構造主義的な視点を取り込むべきだと主張、1954年に "Word" 10号に論文"Is a Structural Dialectology Possible?（構造主義的方言学は可能か）"を発表、その後の方言記述の方法に決定的な方向を与えた。
夭折した、といわれるが、マーヴィン・ハーツォグが遺志を継いでいる。

## 参考資料
- "Languages in Contact"(Mouton, 1953年)（同年ニューヨーク言語学サークル（Linguistic Circle of New York）」により出版された「二言語併用研究の諸問題 ― 特にスイスの場合」が基になっている）

『言語間の接触 ― その事態と問題点』（神鳥武彦訳、岩波書店、1976年）
- "Directions for Historical Linguistics: A Symbolism"(W．P．Lehmann & Yakov Malkiel, テキサス大学 University of Texas, 1968年) - 死後彼に捧げられた論文集

"Empirical Foundations for a Theory of Language Change"（遺稿であり、ラボフ、イディッシュ語学者のマーヴィン・ハーツォグ（Marvin I. Herzog）が手を加えた論文）
『言語史要理』（山口秀夫 編訳・補説、大修館書店、1982年）
- "Language and Cultural Atlas of Ashkenazic Jewry"（「アシュケナジム・ユダヤ教徒コミュニティーの言語・文化地図」、4巻本）

1959年に着手したが完成できず、マーヴィン・ハーツォグが完成させた
- Uriel Weinreich: Modern english-yidish yidish-english verterbukh. Modern English-Yiddish English-Yiddish Dictionary （ショッケン Schocken, new paperback edition 1987）, ISBN 0805205756

- Uriel Weinreich: College Yiddish. An Introduction to the Yiddish Language and to Jewish Life and Culture （YIVO, 6th edition 1999）, ISBN 0914512269（「大学イディッシュ語」：大学とはコロンビア大学のこと）